# Kristina Spohr
Aino Rosa Kristina Spohr (* 1973 in Düsseldorf) ist eine deutsch-finnische Politikwissenschaftlerin.

## Leben
Kristina Spohr wurde als Tochter des Architekten Edmund Spohr und dessen Frau, der finnischen Stadtforscherin Marjatta Spohr, geb. Anttila, geboren. Sie studierte an der University of East Anglia, am Institut d’études politiques de Paris und an der Cambridge University, wo sie in Geschichte promovierte und als Postdoktorandin arbeitete. Sie arbeitete auch als wissenschaftliche Mitarbeiterin im Privatbüro des Generalsekretärs im NATO-Hauptquartier in Brüssel. Sie hat die Helmut-Schmidt-Ehrenprofessur am Henry A. Kissinger Center for Global Affairs an der Johns Hopkins University inne.
Spohr ist Spezialistin für die internationale Geschichte Deutschlands seit 1945 und interessiert sich für Theorie und Praxis der Zeitgeschichte.

## Schriften (Auswahl)
- Germany and the baltic problem after the cold war. The development of a new Ostpolitik 1989–2000. London 2004, ISBN 0-7146-5515-5.
- Helmut Schmidt. Der Weltkanzler. Wbg Theiss, Darmstadt 2016, ISBN 978-3-8062-3404-6. (englisch: The global chancellor, Oxford UP, 2016)
- Hrsg. mit David Reynolds: Transcending the Cold War: summits, statecraft, and the dissolution of bipolarity in Europe, 1970-1990. Oxford 2016, ISBN 0-19-872750-X.
- Wendezeit. Die Neuordnung der Welt nach 1989. Deutsche Verlags-Anstalt, München 2019, ISBN 978-3-421-04835-6.
  - Post Wall, Post Square. Rebuilding the World after 1989. London 2019.